# Copa FAM
La Copa FAM (en malayo: Piala FAM) fue una competición de fútbol en Malasia que se jugó de 1951 hasta 2019.

## Historia
La Piala FAM fue creada en agosto de 1951 como un segundo torneo de eliminación directa junto a la Copa de Malasia. El torneo se jugó entre equipo estatales y unidades uniformadas incluyendo a Singapore, Police, Army y Malaysian Prison Department en sus primeras ediciones. La edición inaugural se jugó en septiembre de 1951 luego de finalizada la final de la Copa de Malasia. La final se jugó el 26 de abril de 1952 entre Penang y Selangor con victoria para el Penang. A partir de 1974 a los equipos estatales se les prohibió entrar al torneo y solo equipos de fútbol locales lo podían hacer.
Cuando fue creada la Semi-Pro League en 1989, la Copa FAM pasó a ser la tercera división de Malasia. En 1993 cambia el formato de competición del torneo pasando a jugarse con dos grupos seguido por un formato de eliminación directa. Se introdujo el ascenso a la M-League por primera vez en 1997, con el Johor FC y el NS Chempaka como los primeros equipos en lograr el ascenso de categoría.
Se jugó por última vez el formato de eliminación directa en 2007 con cuatro ascensos además del campeón, subcampeón y seminfinalistas. En 2008 se pasó a jugar un sistema de todos contra todos y pasó a llamarse Liga FAM.
En 2016 la FAM decidió que el torneo volviera a llamarse Piala FAM. Sin embargo, se mantuvo el sistema de competición. La final de la temporada de 2016 fue transmitida por Astro Arena. En la temporada 2017 participaron 16 equipos divididos en dos grupos. El 15 de febrero de 2017 el Sungai Ara abandonó el torneo y la temporada pasó a ser con 15 equipos.
El 19 de diciembre de 2018 se anunció que el formato de competición tendría un cambio y regresaría al sistema de eliminación directa a partir de la temporada 2019. La propuesta fue reciclada, y sin embargo la Football Association of Malaysia creó la Malaysia M3 League en 2019, con lo que la FAM tomaría el control de la tercera y cuarta división nacional, por lo que la Copa FAM desaparecería.

## Equipos 2018
| Nombre                | Afiliación | Primera Temporada | Temporadas | En la liga desde | Última Temporada |
| --------------------- | ---------- | ----------------- | ---------- | ---------------- | ---------------- |
| MPKB-BRI U-Bes        | 2016       | 2016              | 2          | 2016–            | –                |
| Felcra                | 2015       | 2015              | 3          | 2016–            | –                |
| MOF                   | 2014       | 2014              | 4          | 2014–            | –                |
| PBMS                  | 2016       | 2016              | 2          | 2016–            | –                |
| Sime Darby            | 2010       | 2010              | 2          | 2017–            | 2016             |
| UKM                   | 2015       | 2015              | 3          | 2015–            | –                |
| SAMB                  | 2016       | 2016              | 2          | 2016–            | –                |
| Penjara               | 2015       | 2015              | 3          | 2015–            | –                |
| Shahzan Muda          | 2005       | 2005              | 8          | 2011–            | 2010             |
| Sungai Ara            | 2014       | 2014              | 4          | 2014–            | –                |
| KDMM                  | 2016       | 2016              | 2          | 2016–            | –                |
| Kuching               | 2015       | 2017              | 1          | 2017–            | –                |
| Petaling Jaya Rangers | 2015       | 2015              | 3          | 2015–            | –                |
| Hanelang              | 2014       | 2014              | 4          | 2014–            | –                |
| Terengganu City       | 2016       | 2017              | 1          | 2017–            | –                |

## Lista de Campeones
| N.º | Temporada | Campeón                    | Finalista                  | Resultado            |
| --- | --------- | -------------------------- | -------------------------- | -------------------- |
| 1   | 1952      | Penang                     | Selangor                   | 5–0                  |
| 2   | 1953      | Kelantan                   | Selangor                   | 1–1 (compartido)     |
| 3   | 1954      | Kelantan                   | Combined Services @ ATM FA | 2–1                  |
| 4   | 1955      | Penang                     | Selangor                   | 2–1                  |
| 5   | 1956      | Penang                     | Negeri Sembilan FA         | 5–1                  |
| 6   | 1957      | Penang                     | Malacca FA                 | 8–1                  |
| 7   | 1958      | Combined Services @ ATM FA | Malacca FA                 | 3–1                  |
| 8   | 1959      | Perak                      | Johor FA                   | 1–0                  |
| 9   | 1960      | Selangor                   | Perak                      | 5–0                  |
| 10  | 1961      | Selangor                   | Penang                     | 5–3                  |
| 11  | 1962      | Selangor                   | Penang                     | 4-3 (aet)            |
| 12  | 1963      | Singapore FA               | Kelantan                   | 7–0                  |
| 13  | 1964      | Perak                      | Selangor                   | 7–1                  |
| 14  | 1965      | Perak                      | Singapore FA               | 3–2                  |
| 15  | 1966      | Selangor                   | Johor FA                   | 3–0                  |
| 16  | 1967      | Singapore FA               | Selangor                   | 2–1                  |
| 17  | 1968      | Selangor                   | Penang                     | 3–2                  |
| 18  | 1969      | Terengganu                 | Selangor                   | 3–1                  |
| 19  | 1970      | Penjara F.C.               | Selangor                   | 3–2                  |
| 20  | 1971      | Penjara F.C.               | Kelantan                   | 5–2                  |
| 21  | 1972      | Selangor                   | Kelantan                   | 2–1                  |
| 22  | 1973      | Penjara F.C.               | Johor FA                   | 1–0                  |
| 23  | 1974      | UMNO Selangor F.C.         | Kuantan                    | 2–1                  |
| 24  | 1975      | Kuantan                    | LKPP Kelantan F.C.         | 1–0                  |
| 25  | 1976      | Kelab Sukan Adabi          | Kuantan                    | 1–0                  |
| 26  | 1977      | Kuantan                    | Kelab Kilat Kota Bharu     | 2–2 (compartido)     |
| 27  | 1978      | NS Indians F.C.            | PKNS F.C.                  | 0–0 (compartido)     |
| 28  | 1979      | PKNS F.C.                  | Hong Chin F.C.             | 2–1                  |
| 29  | 1980      | Darulmakmur F.C.           | NS Indians F.C.            | 4–1                  |
| 30  | 1981      | SPPP FC                    | UMBC F.C.                  | 4–2                  |
| 31  | 1982      | Kelab Sultan Sulaiman      | MARA FC                    | 2–0                  |
| 32  | 1983      | SPPP FC                    | ???                        | -                    |
| 33  | 1984      | Johor Bahru FA             | Fajar Hiliran F.C.         | 2–1                  |
| 34  | 1985      | KL Cheqpoint F.C.          | DBKL F.C.                  | 1–0                  |
| 35  | 1986      | PDC FC                     | ???                        | -                    |
| 36  | 1987      | DBKL F.C.                  | Kinta Indians F.C.         | 1–0                  |
| 37  | 1988      | DBKL F.C.                  | ???                        | -                    |
| 38  | 1989      | PKNK FC                    | DBKL F.C.                  | 1–0                  |
| 39  | 1990      | DBKL F.C.                  | ???                        | -                    |
| 40  | 1990-91   | DBKL F.C.                  | Public Bank F.C.           | 1–0                  |
| 41  | 1991-92   | PKNK F.C.                  | Intel F.C.                 | 2–1 (aet)            |
| 42  | 1993      | Intel F.C.                 | PKNP F.C.                  | 1–1 (aet), 5–4 (PSO) |
| 43  | 1994      | PKENJ F.C.                 | Intel F.C.                 | 1–0; 0–0             |
| 44  | 1995      | PKENJ F.C.                 | LKPP Pahang F.C.           | 1–0; 0–1             |
| 45  | 19961     | TM F.C.                    | PKENJ F.C.                 | 2–1; 0–1 (4-3 PSO)   |
| 46  | 1997      | ATM                        | NS Chempaka F.C.           | 2–0; 1–0             |
| 47  | 1998      | TM FC                      | TNB F.C.                   | 4–0; 1–1             |
| 48  | 1999      | JKR F.C.                   | Malay Mail F.C.            | 4–2                  |
| 49  | 2000      | JKR F.C.                   | PDRM FA                    | 1–1 (6–5 PSO)        |
| 50  | 2001      | MPPJ FC                    | SAJ Holdings F.C.          | 3–1                  |
| 51  | 2002      | JPS F.C.                   | TKN F.C.                   | 5–0                  |
| 52  | 2003      | PKNS F.C.                  | MK Land F.C.               | 3–1                  |
| 53  | 2004      | Suria NTFA F.C.            | UPB Jendarata F.C.         | 2–1                  |
| 54  | 2005      | Kelantan                   | Shahzan Muda S.C.          | 2–0                  |
| 55  | 2006      | Pasir Gudang United F.C.   | ATM                        | 3–0                  |
| 56  | 2007      | Proton F.C.                | Beverly F.C.               | 4–2                  |
| 57  | 2008      | T-Team                     | MBJB F.C.                  | Liga                 |
| 58  | 2009      | Pos Malaysia F.C.          | USM FC                     | Liga                 |
| 59  | 2010      | Sime Darby F.C.            | SDM Navy Kepala Batas F.C. | Liga                 |
| 60  | 2011      | NS Betaria FC              | MBJB F.C.                  | Liga                 |
| 61  | 2012      | Putrajaya SPA F.C.         | Shahzan Muda S.C.          | Liga                 |
| 62  | 2013      | Penang                     | PBAPP F.C.                 | Liga                 |
| 63  | 2014      | Kuantan                    | Kuala Lumpur               | Liga                 |
| 64  | 2015      | Melaka United              | Perlis FA                  | 3–2                  |
| 65  | 2016      | MISC-MIFA                  | PKNP F.C.                  | 1–0; 1–2             |
| 66  | 2017      | Sime Darby F.C.            | UKM F.C.                   | 1–0; 2–2             |
| 67  | 2018      | Terengganu City            | Selangor United            | 2–0                  |

## Títulos

### Por Equipo
| Club                       | Títulos | Finalista |
| -------------------------- | ------- | --------- |
| Selangor                   | 7       | 6         |
| Penang                     | 5       | 3         |
| DBKL S.C.                  | 4       | 2         |
| Kelantan                   | 3       | 3         |
| Kuantan                    | 3       | 2         |
| Perak                      | 3       | 1         |
| PKNS FC                    | 3       | -         |
| Penjara F.C.               | 3       | -         |
| ATM/Combined Services F.C. | 2       | 2         |
| Singapore FA               | 2       | 1         |
| PKENJ FC                   | 2       | 1         |
| JKR FC                     | 2       | -         |
| PKNK FC                    | 2       | -         |
| SPPP FC                    | 2       | -         |
| TM F.C.                    | 2       | -         |
| Sime Darby F.C.            | 2       | -         |
| Melaka United              | 1       | 2         |
| Intel FC                   | 1       | 2         |
| NS Indians FC              | 1       | 1         |
| Terengganu                 | 1       | -         |
| UMNO FC                    | 1       | -         |
| Kelab Sukan Adabi          | 1       | -         |
| Kelab Kilat Kota Bharu     | 1       | -         |
| Darul Makmur FC            | 1       | -         |
| Kelab Sultan Sulaiman      | 1       | -         |
| Johor Bahru FA             | 1       | -         |
| KL Cheq Point FC           | 1       | -         |
| PDC F.C.                   | 1       | -         |
| MPPJ F.C.                  | 1       | -         |
| JPS FC                     | 1       | -         |
| Suria NTFA F.C.            | 1       | -         |
| Pasir Gudang United        | 1       | -         |
| Proton F.C.                | 1       | -         |
| T-Team                     | 1       | -         |
| Pos Malaysia F.C.          | 1       | -         |
| NS Betaria F.C.            | 1       | -         |
| Putrajaya SPA F.C.         | 1       | -         |
| MIFA                       | 1       | -         |
| Terengganu City            | 1       | -         |
| Johor FA                   | -       | 3         |
| Shahzan Muda S.C.          | -       | 2         |
| PKNP F.C.                  | -       | 2         |
| MBJB F.C.                  | -       | 2         |
| Negeri Sembilan            | -       | 1         |
| LKPP Kelantan F.C.         | -       | 1         |
| Hong Chin F.C.             | -       | 1         |
| UMBC F.C.                  | -       | 1         |
| MARA F.C.                  | -       | 1         |
| Fajar Hiliran F.C.         | -       | 1         |
| Kinta Indians F.C.         | -       | 1         |
| Public Bank F.C.           | -       | 1         |
| LKPP Pahang F.C.           | -       | 1         |
| NS Chempaka F.C.           | -       | 1         |
| TNB F.C.                   | -       | 1         |
| Malay Mail F.C.            | -       | 1         |
| PDRM FA                    | -       | 1         |
| SAJ Holdings F.C.          | -       | 1         |
| TKN F.C.                   | -       | 1         |
| MK Land F.C.               | -       | 1         |
| Jenderata F.C.             | -       | 1         |
| Beverly F.C.               | -       | 1         |
| USM F.C.                   | -       | 1         |
| SDMS Kepala Batas F.C.     | -       | 1         |
| PBAPP F.C.                 | -       | 1         |
| Kuala Lumpur               | -       | 1         |
| Perlis                     | -       | 1         |
| UKM F.C.                   | -       | 1         |
| Selangor United            | -       | 1         |

### Por Estado
| Estado          | Títulos | Finalista |
| --------------- | ------- | --------- |
| Selangor        | 15      | 13        |
| Penang          | 10      | 8         |
| Kuala Lumpur    | 8       | 6         |
| Kelantan        | 7       | 6         |
| Johor           | 4       | 7         |
| Pahang          | 4       | 5         |
| Perak           | 3       | 5         |
| Malaca          | 3       | 2         |
| Terengganu      | 3       | 1         |
| Negeri Sembilan | 2       | 3         |
| Singapur        | 2       | 1         |
| Kedah           | 2       | -         |
| Otros           | 6       | 3         |